# Луцкая и Волынская епархия
Лу́цкая и Волы́нская епархия — историческая епархия Галицкой, а затем Киево-Литовской митрополий Константинопольской православной церкви.

## История
Со времени Крещения Руси земли нынешней Луцкой епархии входили в пределы Владимиро-Волынской епархии, а в 1288 году в Луцке была устроена самостоятельная кафедра. Новоустроенная епархия в гражданском отношении находилась в пределах Галицко-Волынского княжества, а в церковно-каноническом находилась в ведении Галицкой митрополии в 1303—1308, 1345—1347, 1371—1378 годах, и в ведении Киево-Литовской митрополии в 1356—1362 и 1415—1419 годах.
В 1336—1337 годах Волынь перешла под власть князей литовских. Православный литовский князь Любарт своей грамотой закрепил древние права луцких владык, построил в Луцке замок и кафедральный собор в честь апостола Иоанна Богослова. Его наследники, вначале склонявшиеся к православию, со временем приняли римокатолицизм, вошли с тесный союз с королевством Польским, и начали утеснять православных, способствовали распространению среди них римокатолической проповеди. В результате применения Ватиканом новой формы пропаганды, униатства, давление на православных усилилось. В 1596 году епископ Луцкий Кирилл (Терлецкий) подписал Брестскую унию, временно лишив оставшуюся верной православию паству иерархической организации и той меры государственного признания, которой она ещё пользовалась. Однако, епархия продолжила своё существование в нелёгких условиях: в 1625 году в неё вошли земли Владимиро-Волынской епархии, многие православные шляхтичи учреждали монастыри, школы, типографии, где издавалась церковно-полемическая литература. Притеснения и насилие со стороны униатов были одним из поводов казацких восстаний. Луцкие православные архипастыри продолжали своё служение в Речи Посполитой вплоть до 1712 года (дольше всех). В 1715 году Кирилл (Шумлянский), получивший благословение от Митрополита Киевского, под давлением униатов и правительства Речи Посполитой покинул Луцк и выехал в Гетманщину, епархия окончательно приняла унию.
Только после второго раздела Польши в 1793 году, под покровительством Российской империи, православная епархиальная организация Волыни стала возрождаться. Для Западной Украины и Белоруссии была учреждена Минская епархия, в которой в 1795 году было образовано Житомирское викариатство, обращённое в 1799 году в самостоятельную Волынскую епархию. Между 1921 и 1939 годами земли Западной Волыни отошли к Польской республике и оказались в ведении Польской православной церкви, которой Константинопольский Патриархат даровал права бывшей Киевской Митрополии. В эти годы была восстановлена кафедра в Луцке как викариатство Волынской кафедры.
В 1939 году западно-волынские земли воссоединились с Украиной в составе СССР, местный епископат, по принесении покаяния, был принят в под омофор Русской православной церкви.
В 1940 году из состава Волынской была выделена независимая Луцкая епархия во главе которой встал архиепископ Николай (Ярушевич), патриарший экзарх Западной Украины. Немецкая оккупация после июня 1941 года привела к прекращению связей с Московской Патриархией и способствовала расколу и образованию «Украинской автокефальной православной церкви», возглавленной архиепископом Поликарпом (Сикорским). Оставшиеся верными Русской церкви подверглись преследованиям, террору и убийствам со стороны украинских националистов. В 1943—1944 годах епископы-автокефалисты бежали с отступлением немецких войск, а связь с Московской Патриархией восстановилась. В то время как Луцкая епархия прекратила существовать, Луцкий Троицкий собор стал кафедрой Волынской епархии в 1945 году.

## Исторические названия
- Луцкая (1288—1326/1356)
- Луцкая и Острожская (1326/1356 — 1712)
- Луцкая (викарная) (1922—1944)

## Архипастыри
Луцкая епархия
- Феодосий Скопец (ок. 1325—1327)
- Феодор (упом. 7 октября 1397)
- Иоанн (упом. 1 февраля 1398)[4]
- Савва (упом. 1401)[5]
- Дионисий (упом. 1415—1416)
- Феодосий (упом. 1438)[6]
- Мартиниан (упом. 1458)
- Евфимий
- Алексий (упом. 1429)
- Иона (1491/2—1495)[7]
- Кирилл (1495—1526)
- Пафнутий (1526—1528)[8]
- Макарий (Москвитянин) (c 24 апреля 1528)
- Арсений (упом. 1536—1540)
- Феодосий (Гулевич) (1540—1548)
- Георгий (Фальчевский) (упом. февраль 1549)
- Иоасаф/Иосиф (упоп. 1555—1566)[9]
- Иона (Борзобогатый-Красненский) (1566 — упом. 26 декабря 1569)
- Викторин Вербицкий (1571-1575)
- Кирилл (Терлецкий) (1585—1596)
- Исаакий (Борискович) (январь 1623 — упом. 1629)
- Афанасий (Пузына) (1632 — 25 октября 1650)
- Дионисий (Болобан-Тукальский) (1656—1657)
- Гедеон (Четвертинский) (1660 — 8 ноября 1685)
- Афанасий (Шумлянский) (1685—1694)
- Дионисий (Жабокрицкий) (1700—1709)
- Кирилл (Шумлянский) (1711—1712)

Луцкое викариатство Волынской епархии Польской православной церкви
- Алексий (Громадский) (21 апреля 1922 — 20 апреля 1923)
- Поликарп (Сикорский) (10 апреля 1932—1940)

Луцкая епархия Украинской автономной православной церкви Московского Патриархата
- Иов (Кресович) (24 июля 1942 — 6 июня 1943)

Луцкая епархия Украинского экзархата Русской православной церккви
- Максим (Бачинский) (13 мая — 23 мая 1944)
- Николай (Чуфаровский) (23 мая 1944 — 3 января 1945)